# Rhonda Jo Petty
Rhonda Jo Petty (ur. 30 marca 1955) – amerykańska aktorka pornograficzna, członkini Galerii Sław AVN i Galerii Sław XRCO.

## Życie i kariera
Petty urodziła się w North Hollywood w Kalifornii, a dorastała w Chatsworth. Jej pierwszą główną rolą była Disco Lady (1978), gdzie obsadzono ją ze względu na fizyczne podobieństwo do popularnej wówczas aktorki Farrah Fawcett. Ten fakt wykorzystano również jako element marketingu filmu Little Orphan Dusty, wydanego w podobnym czasie. W związku z tym przyjęła także pseudonim „Sarah Dawcett”, nawiązujący do nazwiska Fawcett.
Petty zyskała popularność jako jedna z niewielu aktorek pornograficznych lat 70., które goliły włosy łonowe; wyróżniała się także udziałem w scenach fistingowych. Występowała w licznych filmach z bardzo popularnym na rynku pornograficznym aktorem Johnem Holmesem, często brała udział w scenach lesbijskich. Jej kariera osiągnęła szczyt pod koniec lat 70. i w pierwszej połowie lat 80. Zagrała również w filmie The Greatest Little Cathouse in Las Vegas (1982), w którym debiutowała Laurie Rose (znana później jako Misty Dawn), przyszła żona Holmesa.
Internet Adult Film Database podaje, że Petty zakończyła swoją karierę w branży filmów dla dorosłych w 1991 roku.